# Shaba Nord
Le Centre de lancement Kapani Tonneo, également connu sous le nom de « Shaba Nord », est la base de lancement des premières fusées de l'entreprise allemande Orbital Transport und Raketen AktienGesellschaft (OTRAG). Il est situé dans l'actuelle République démocratique du Congo.

## Histoire
En décembre 1975, OTRAG signe un accord avec le gouvernement du Zaïre pour établir un site de lancement de fusées pour tester ses fusées à bas coûts à l'intérieur de la province du Shaba (Katanga). Le site était approvisionné par d'anciens Argosy britanniques atterrissant sur une piste de terre sur le plateau surplombant la jungle. Sur place, un pas de tir et une tour de montage sont installés et les tests débutent en 1977. Cependant, l'activité de l'OTRAG déplaît aux grandes puissances d'alors. L'URSS en particulier voyait d'un mauvais œil le fait que l'Allemagne possède la capacité de lancer des fusées à bas coûts. Aussi, l'URSS fait pression sur le gouvernement zaïrois pour que celui-ci révoque sa concession sur le site. L'OTRAG est chassée du pays en avril 1979.